# Pamela Martin (Filmeditorin)
Pamela Martin (* vor 1992) ist eine US-amerikanische Filmeditorin.

## Leben
Nachdem sie ab 1992 Tim Squyres in Ang Lees Filmen Schiebende Hände und Das Hochzeitsbankett beim Schnitt assistierte, war es David O. Russell, der sie für dessen Debütfilm Spanking the Monkey als Filmeditorin engagierte. Ihren ersten eigenverantwortlichen Filmschnitt bearbeitete sie mit ihm zusammen in dessen New Yorker Wohnung ohne Avids, sodass der Schnitt einzelner Szenen mehrere Stunden in Anspruch nahm.
Nachdem sie anschließend insbesondere ihrer Vorliebe nach schwarzen Komödien wie Hauptsache Beverly Hills und Little Miss Sunshine schnitt, arbeitete sie 2010 abermals mit Russel an dessen Projekt The Fighter zusammen. Dieser Film forderte ihr ganzes Können ab, da es sich nicht nur um ein Familiendrama und einen actionreichen Boxfilm, sondern zum Teil auch um einen Dokumentarfilm handelt, da einzelne Szenen der HBO-Doku High on Crack Street: Lost Lives in Lowell im Film verarbeitet wurden. Ihr Lohn war eine Oscar-Nominierung für den Besten Schnitt. Bereits um 6 Uhr morgens klingelten bei ihr die Telefone, als ihr Umfeld bemerkte, dass sie nominiert wurde. Doch sie selbst meinte daraufhin, trotz aller Freude, dass sie nicht nur Editorin sei, sondern auch Mutter, weswegen sie erstmal den Kindern Frühstück machen müsse.

## Filmografie (Auswahl)
- 1992: Schiebende Hände (Pushing Hands; 推手; tuī shǒu) (Schnitt-Assistenz)
- 1993: Das Hochzeitsbankett (The Wedding Banquet; 喜宴; Xǐyàn) (Schnitt-Assistenz)
- 1994: Spanking the Monkey
- 1996: The Substance of Fire
- 1997: Wer hat Angst vor Jackie-O.? (The House of Yes)
- 1998: Hauptsache Beverly Hills (Slums of Beverly Hills)
- 2000: Ein Herz und eine Kanone (Gun Shy)
- 2001: Bubble Boy
- 2001: Proximity – Außerhalb des Gesetzes (Proximity)
- 2002: Achtung: Nicht jugendfrei! (Warning: Parental Advisory)
- 2004: Saved! – Die Highschool-Missionarinnen (Saved!)
- 2006: Little Miss Sunshine
- 2009: Youth In Revolt
- 2010: The Fighter
- 2012: Hitchcock
- 2012: Ruby Sparks – Meine fabelhafte Freundin (Ruby Sparks)
- 2014: Die Coopers – Schlimmer geht immer (Alexander and the Terrible, Horrible, No Good, Very Bad Day)
- 2016: Free State of Jones
- 2017: Battle of the Sexes – Gegen jede Regel (Battle of the Sexes)
- 2018: Operation Finale
- 2020: Downhill
- 2021: King Richard
- 2024: Bob Marley: One Love

## Auszeichnungen
Oscar
- 2011: Bester Schnitt – The Fighter (nominiert)
- 2022: Bester Schnitt – King Richard (nominiert)

Eddie-Awards
- 2006: Best Edited Feature Film – Comedy or Musical – Little Miss Sunshine (nominiert)